# 五面體
在幾何學中，五面體是指由五個面組成的多面體。沒有任何五面體是正五面體，也就是說找不到面由正多邊形組成且每個面全等、每個角相等的正五面體，但若放寬限制，不考慮是否所有面全等的話則有一種多面體由正多邊形組成、邊長全部等長、所有角相等的多面體，即三角柱，有時會稱為半正五面體。五個面的多面體可以是三角柱、四角錐等多面體。此外五面體的形狀也可以用在動力不穩定性的研究上。

## 常見的五面體
在所有凸五面體當中，共有2種拓樸結構有明顯差異的凸五面體，分別為四角錐和三角柱
。拓樸結構有明顯差異意味著兩種多面體無法透過移動頂點位置、扭曲或伸縮來相互變換的多面體，例如四角錐和三角柱無論如何變形都無法互相變換，因此拓樸結構不同，但三角柱和三角錐台可以透過伸縮其中一個三角形面來彼此互換，因此三角柱和三角錐台在拓樸上並無明顯差異。

### 三角柱
三角柱也是凸五面體的一種
，其由2個三角形和3個矩形組成，是一種底面為三角形的柱體。有一些五面體與三角柱擁有相同的拓樸結構，例如三角錐台和楔體等形狀。

### 四角錐
四角錐是五面體中的另一種形式，與楔體、三角柱和三角錐台有著明顯不同的拓樸結構。四角錐是一種底面為四邊形的錐體。雖然正四角錐每個面都是正多邊形，但由於其並非所有角都相等因此不能算是半正多面體，這類型的多面體可以歸類為詹森多面體。

### 五面形

五面形的球面鑲嵌形式

五面形是一種多面形，為退化的五面體，無法擁有體積，由五個二角形組成。在球面幾何學中，五面形可以在球面上以鑲嵌的方式存在，表示五個鑲嵌在球體上的球弓形，施萊夫利符號中利用{2,5}來表示，其對偶多面體是五邊形二面體。
五面形由五個二角形組成，每個頂點都是五個二角形的公共頂點。正五面形的每個面都是正二角形，且每個頂點都是五個正二角形的公共頂點，因此正五面形也可以視為一種正多面體，但是因為其已退化，因此不會與柏拉圖立體一同討論。
五面形具有D5h, [2,5], (*225)的對稱性和D5, [2,5]+的旋轉對稱性，且階數為20，在考克斯特符號中用表示，其對稱性與五角柱相同，因此五角柱也可以視為一種與五面形相關的立體，因為五角柱可以經由五面形透過截角變換構造。

### 五面體列表
| 名稱     | 種類              | 圖像 | 符號              | 頂點 | 邊 | 面 | χ | 面的種類                        | 對稱性                       | 展開圖 |
| -------- | ----------------- | ---- | ----------------- | ---- | -- | -- | - | ------------------------------- | ---------------------------- | ------ |
| 四角錐   | 稜錐體            |      | ( )∨{4}           | 5    | 8  | 5  | 2 | 4個三角形 1個正方形             | C4v, [4], (*44)              |        |
| 三角柱   | 稜柱體            |      | t{2,3} · {3}x{} · | 6    | 9  | 5  | 2 | 2個三角形 3個正方形             | D3h, [3,2], (*322), order 12 |        |
| 三角錐台 | 錐台 （平截頭體） |      |                   | 6    | 9  | 5  | 2 | 2個三角形 3個梯形               | C3v, [3], (*33)              |        |
| 楔體     | 擬柱體            |      |                   | 6    | 9  | 5  | 2 | 2個三角形 2個梯形 1個四邊形底面 |                              |        |